# يوكيو إيشيكاوا
يوكيو إيشيكاوا (باليابانية: 石川行男) هو منافس ألعاب قوى ياباني، ولد في 12 ديسمبر 1932.

## وصلات خارجية
- يوكيو إيشيكاوا على موقع أوليمبيديا (الإنجليزية)